# Jozef Vercauteren
Jozef Henri Vercauteren (Sint-Niklaas, 20 februari 1902 - 4 december 1981) was een Belgisch volksvertegenwoordiger.

## Levensloop
Vercauteren was vakbondsbediende.
Na de gemeenteraadsverkiezingen van 1932 werd hij gemeenteraadslid van Sint-Niklaas en van 1939 tot 1947 was hij er schepen, met een onderbreking van 1941 tot 1944.
Van 1936 tot 1946 was hij provincieraadslid.
In 1946 werd hij verkozen tot socialistisch volksvertegenwoordiger voor het arrondissement Sint-Niklaas en vervulde dit mandaat tot in 1968.